# Andrij Antonjuk
Andrij Danylowytsch Antonjuk (ukrainisch Андрі́й Дани́лович Антоню́к; * 15. Oktober 1943 in Bohopole, Oblast Mykolajiw, Ukrainische SSR; † 16. April 2013 in Mykolajiw) war ein ukrainischer Kunstmaler, Volkskünstler und ab 1970 Mitglied der Nationalen Union der Künstler der Ukraine.

## Biografie
Andrij Antonjuk verbrachte seine Kindheit und Jugend in Bohopole (heute: Perwomajsk) und besuchte dort die einzige ukrainische Schule in der Umgebung. 1962 absolvierte Antonjuk eine Kunstschule in Odessa. Von 1965 bis 1971 arbeitete er in Odessa, nach 1971 in Mykolajiw. Von 1967 bis 1985 beteiligte er sich aktiv an vielen Ausstellungen. 1970 wurde er Mitglied der Union der Künstler der Ukraine.

## Werke
- «Karpaten-Motiv» (1966)
- «Mutterland» (1969)
- «Das Fenster» (1970)
- «Der Frühling» (1974)
- «Mein Venedig» (1980)
- «Auf Golgatha. Ökologie» (1987)
- «Feofan Prokopowytsch»
- «Meister, wer sind wir? »
- «Bohopilska Madonna»
- «Im Gespräch mit dem Universum»
- «Trompeten Stimme. Eine Warnung»

Einen sehr großen Einfluss auf die schöpferische Arbeit von Antonjuk hatten Volkskunst, Symbolismus und Expressionismus. In seinen Werken dominieren Volksmotive, künstlerische Interpretation von der Vergangenheit der ukrainischen Nation und seine moralischen Streben. Die ausdrucksstarke Originalität des Künstlers schuf eine einzigartige künstlerische Schicht in der künstlerischen Kultur der Ukraine. Dies war der Beginn von einer besonderen südlichen Richtung in der ukrainischen Kunst.

## Ausstellungen
- 1966 – Republikanische Ausstellung «Karpaten-Motive»
- 1968 – Kunstausstellungen «50 Jahre des Komsomol», «Mai 1945»
- 1968–1969, Odessa – Landesausstellungen «Brot und Salz», «Das Fenster», «Mutterland»
- 1969 – Ausstellung von Aquarellen «Familie»
- 1970 – Union-Ausstellung
- 1971, Moskau – Ausstellung der jungen Künstler der Ukraine
- 1972, Kiew – Republikanische Ausstellung von Aquarellen, «Großvater»
- 1972, Moskau – Ausstellung von Aquarellen
- 1973, Kiew – Ausstellung «Im Feld»
- 1975, Minsk – Ausstellung von Aquarellen
- 1984, Mykolajiw – Landesausstellung
- 1985, Mykolajiw – Landesausstellung
- 1987, Mykolajiw – Einzelausstellung
- 2005, Kiew – Einzelausstellung in der Galerie "Sophia"
- 2006, Kiew – persönliche Ausstellung
- 2007, Mykolajiw, Odessa – persönliche Ausstellung, Stadtgalerie

## Titel und Auszeichnungen
- 1986 – Gewinner des «Goldenen Trident»
- 1989 – Verdienter Künstler der USSR
- 1993 – Wassyl-Stus-Preis
- 1994 – Taras-Schewtschenko-Preis, Staatspreis der Ukraine
- 1996, 1998 – Ehrentitel «Bürger des Jahres»
- 1997 – Gewinner des Internationalen Festivals «Ukrainian World»
- 2000 – Silbermedaille der Nationalen Akademie der Künste der Ukraine
- 2001 – Diplom «Golden Fortune»
- 2002 – Goldmedaille der Nationalen Akademie der Künste der Ukraine
- 2006 – Ehrentitel «Mann des Jahres»
- 2007 – Volkskünstler der Ukraine